# Tekkadon

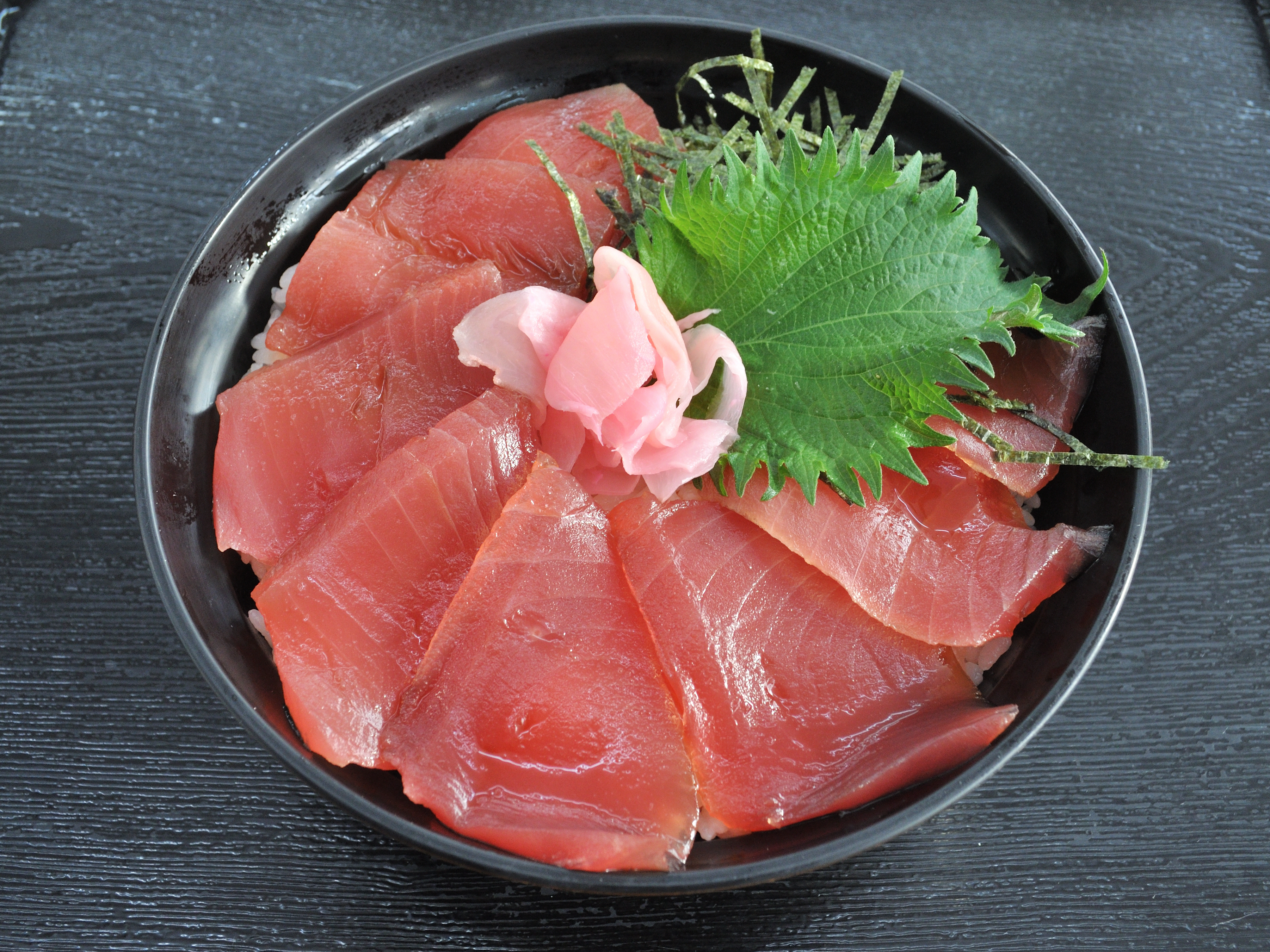
Tekkadon.

El tekkadon (鉄火丼?) es un plato de arroz cubierto con un sashimi cortado fino de atún (o salmón) crudo. El tekkadon picante se hace con una mezcla de ingredientes picantes, una salsa naranja picante o ambos, normalmente incorporando cebolleta.